# Queenborough
Queenborough is een civil parish in het bestuurlijke gebied Swale, in het Engelse graafschap Kent. De plaats telt 3407 inwoners.

## Partnerstad
- Brielle (Nederland)